# Dance/Mix Show Airplay
Dance/Mix Show Airplay (anteriormente Hot Dance Airplay) es una lista de radio de música electrónica de baile monitoreada que se publica semanalmente por la revista Billboard. El actual número uno en la lista es «Hypnotized» de Anyma y Ellie Goulding.

## Historia
La lista surgió como resultado del pequeño pero influyente impacto de la música electrónica de baile en la radio de los Estados Unidos y las estaciones que la programan. Debutando como Hot Dance Radio Airplay en la edición del 25 de octubre de 2003, inicialmente clasificó las 25 canciones más reproducidas en ocho estaciones de radio que reproducen principalmente música de baile y monitoreadas por Nielsen BDS . Cuando se publicó por primera vez, «Just the Way You Are» de Milky se clasificó como la canción número uno, pero eso fue después de diez semanas de historia inédita en las listas. «Crazy in Love» de Beyoncé con Jay Z pasó las primeras siete semanas de la lista en el número uno, que Billboard reconoce retroactivamente.
Con el número del 19 de noviembre de 2011, Billboard cambió el nombre de la lista a Dance/Mix Show Airplay para reflejar un cambio en su metodología. En lugar de simplemente clasificar la cantidad de canciones transmitidas al aire recibidas en seis reporteros con formato de baile (cuatro estaciones de radio terrestres, más el canal BPM de SiriusXM y el canal Dance/Electronica de Music Choice), el panel de estaciones monitoreadas se expandió para incluir reproducciones mixtas en los 40 principales de la corriente principal. y radio rítmica durante las horas en las que estas estaciones contaron con programación mixshow.
El 26 de noviembre de 2014, la lista de 25 canciones se expandió a 40 posiciones (a partir de la edición del 6 de diciembre de 2014), lo que permitió que aparecieran más pistas de baile y, al mismo tiempo, hizo que la lista estuviera menos orientada al pop.
En comparación con otras listas de música dance, la definición de música dance de la radio comercial estadounidense es posiblemente más marginal, lo que se refleja en el contenido de la tabla. Después de las modificaciones realizadas en 2011, la lista se alejó un poco de su propósito inicial de trazar canciones de baile convencionales, en lugar de incluir más canciones pop y urbanas remezcladas en lugar de formas tradicionales de música de baile y / o música de artistas de la danza. Para 2012, sin embargo, la afluencia de canciones EDM en programas mixtos y la adición de dos salidas de baile adicionales entre los monitoreados nuevamente aumentó el contenido de baile que se encuentra en la lista, disminuyendo así en cierta medida el número de pistas de pop y R&B remezcladas incluidas.

## Criterios de la lista
Hay 40 posiciones en esta tabla y se basa únicamente en la transmisión por radio. Ocho estaciones (cinco terrestres, una por cable, un satélite y un servicio de Internet en línea), sirven como reporteros exclusivos y son monitoreadas electrónicamente las 24 horas del día, los siete días de la semana por Nielsen Broadcast Data Systems. Las canciones se clasifican mediante un cálculo del número total de giros por semana con su "impresión de audiencia", que se basa en los tiempos exactos de emisión y en los datos de los oyentes de Nielsen Audio de cada estación. La tabla también incluye 84 reporteros principales seleccionados de la corriente principal, adultos y rítmicos que presentan programas mixtos como parte de su programación.
Las canciones que reciben el mayor crecimiento recibirán una "bala", aunque hay pistas que también recibirán balas si la pérdida en las detecciones no excede el porcentaje de tiempo de inactividad de una estación monitoreada. Los premios "Airpower" se otorgan a las canciones que aparecen en el top 20 de la lista de audiencia y de reproducción por aire por primera vez, mientras que el premio "mayor ganador" se otorga a la canción con el mayor aumento en detecciones. Una canción con seis o más giros en su primera semana recibe un "complemento de reproducción de aire". Si una canción está empatada con la mayor cantidad de giros en la misma semana, la que haya tenido el mayor aumento en la semana anterior tendrá una clasificación más alta, pero si ambas canciones muestran el mismo número de giros independientemente de la detección, la canción que se está reproduciendo en más estaciones es clasificado más alto. Las canciones que se encuentran por debajo del top 15 y han estado en la lista después de 26 semanas se eliminan y pasan al estado recurrente de 20 canciones.

## Estadísticas de la lista y otros hechos
Con la excepción de Madonna, David Guetta, Kaskade, Calvin Harris y The Chainsmokers, todos los cuales pasaron de la danza al pop y continúan siendo artistas centrales de la danza, los artistas en las siguientes listas son pop y/o actos rítmicos; las canciones que las colocaron en la lista de baile fueron generalmente remezclas de las grabaciones originales. Rihanna y Katy Perry, sin embargo, han tenido más éxito en las listas Dance Club Songs y Dance / Mix Show Airplay, donde Madonna lidera con 50 números uno en la primera, siete de las que figuran en esta lista, seguida de Rihanna con 33 (12 en esta lista) y Perry con 19 (incluyendo 5 en esta lista) mientras lograba el éxito en pop y rítmico. Guetta es el único artista masculino en ver que 8 de sus 14 Dance Club Songs número uno también alcanzan el número uno en Dance / Mix Show Airplay.

### Artistas por longevidad/estado activo
Desde 2025, once artistas pueden afirmar haber colocado un sencillo en el número uno del Dance/Mix Show Airplay en las tres décadas desde el inicio de la lista (2000, 2010 y 2020):
- Kylie Minogue, 21 años (desde 2003 con su sencillo «Can't Get You Out of My Head» del 2001 al 2024 con «Dance Alone» junto a Sia)
- Beyoncé, 21 años (desde 2003 con «Crazy in Love» junto a Jay-Z al 2024 con «Texas Hold 'Em»)
- David Guetta, 21 años (desde 2004 con «Just A Little More Love» al 2025 con «Forever Young» con Alphaville y Ava Max)[5]
- Tiësto, 21 años (desde 2004 con «Traffic» al 2025 con «I Follow Rivers»)[6]
- Kaskade, 20 años (desde 2004 con «Steppin' Out» al 2024 con «On My Way»)[7]
- Madonna, 20 años (desde 2003 con «Hollywood» al 2023 con «Popular» junto a The Weeknd y Playboi Carti)
- Jennifer Lopez, 19 años (desde 2003 con «I'm Glad» al 2022 con «On My Way»)
- Calvin Harris, 15 años (desde 2009 con «I'm Not Alone» al 2024 con «Free» junto a Ellie Goulding)
- Katy Perry, 14 años (desde 2008 con «I Kissed a Girl» al 2022 con «When I'm Gone» junto con Alesso)
- Pitbull, 13 años (desde 2009 con «I Know You Want Me (Calle Ocho)» al 2022 con «I Feel Good» junto con Anthony Watts y DJWS)
- Lady Gaga, 12 años (desde 2008 con «Just Dance» al 2020 con «Rain on Me» junto con Ariana Grande)[8]

### Artistas con la mayor cantidad de éxitos número uno
Desde 2025, David Guetta ha acumulado la mayor cantidad de éxitos en la lista con diecisiete número unos. Seguido por Calvin Harris con dieciséis, mientras que Rihanna con doce números unos, lidera como la artista femenina. Rihanna también fue la artista más joven en esta lista en alcanzar el número uno con «Pon de Replay» en 2005, cuando tenía 16 años, mientras que Harris lidera entre los artistas masculinos. Madonna es la única artista en esta lista que ha visto siete sencillos alcanzar el número uno consecutivamente, lo que la convierte en la única artista en esta lista en lograr esta hazaña, y también tiene la mayor cantidad de números uno de un álbum, los cuatro sencillos de Confessions on a Dance Floor encabezó la lista (aunque ahora está empatada con Katy Perry, ya que sus cuatro sencillos de Teenage Dream han alcanzado el primer puesto). Además, Madonna también fue nombrada la artista número uno de Dance Airplay durante la década (2003-2009) en el resumen de fin de década de Billboard en 2009. The Chainsmokers tienen la mayor cantidad de números uno entre dúo o grupos con 7, seguidos por Cascada y AnnaGrace, que están empatados con 3. Sin embargo, AnnaGrace es el único dúo o grupo que obtuvo su primer número uno consecutivo en esta tabla, mientras que The Chainsmokers reclaman la mayor cantidad de semanas en el número uno, como dúo, con 61.
1. David Guetta — 17
2. Calvin Harris — 16
3. Rihanna — 12
4. The Chainsmokers — 10
5. Ellie Goulding — 8
6. Madonna — 7 (empate)
6. Anabel Englund — 7 (empate)
7. Dua Lipa — 6 (empate)
7. Tiësto — 6 (empate)

### Artista con más semanas en el número uno
Calvin Harris ha estado la mayor cantidad de semanas en el puesto número uno con un total de 105 semanas.Calvin Harris y Rihanna compartieron 14 semanas con "We Found Love" y doce con "This Is What You Came For", pero Harris ha registrado la mayor cantidad de semanas en la lista, ya que sus otros nueve sencillos han pasado 10 o más semanas en el número uno.
1. Calvin Harris — 105
2. The Chainsmokers — 61
3. Rihanna — 59
4. David Guetta — 55
5. Dua Lipa — 53
6. Madonna — 28
7. Halsey — 26
8. Ellie Goulding — 25
9. Swedish House Mafia — 23 (empate)
9. Marshmello — 23 (empate)

### Artistas con más canciones acumuladas en el top 10 de Dance / Mix Show Airplay
Esta lista presenta a artistas que han alcanzado el grupo de los 10 más populares, incluso si no alcanzaron el número uno, desde el lanzamiento de la lista en 2003. A partir de 2025, David Guetta lidera con 43 sencillos entre los diez primeros. Guetta, en parte debido a que es productor y DJ / remezclador, tiene los sencillos más destacados que cuentan con vocalistas invitados que actúan en sus canciones. Además, Rihanna, que ahora ocupa el tercer lugar y lidera entre las mujeres, también comparte una de las diez mejores canciones juntas aquí, " Who's That Chick? " (Número 7 en enero de 2011). Guetta también lidera entre los artistas con las canciones más registradas en general en Dance / Mix Show Airplay, con 66 títulos.
1. David Guetta — 43
2. Calvin Harris — 25
3. Rihanna — 24
4. Tiesto — 22
5. Justin Bieber — 20
6. Kaskade — 19
7. Ariana Grande — 16 (empate)
7. Katy Perry — 16 (empate)
8. Britney Spears — 14 (empate)
8. Alesso — 14 (empate)
9. Ellie Goulding — 13 (empate)
9. The Chainsmokers — 13 (empate)
9. Avicii — 13 (empate)

### Canciones con más semanas en el número uno
«Closer» de The Chainsmokers con Halsey (a partir de la edición del 21 de enero de 2017) tiene el récord de la mayor cantidad de semanas consecutivas en el número uno, con un total de 20 semanas, destronando las 15 semanas de «Poker Face» de Lady Gaga. Antes que ellos, la cantante Deborah Cox ostentaba el récord de su sencillo «Something Happened on the Way to Heaven» con 10 semanas consecutivas entre noviembre de 2003 y febrero de 2004.
- 1. «Closer» de The Chainsmokers con Halsey (20 semanas, 2016-17)
- 2 (empate). «Don't Start Now» de Dua Lipa (16 semanas, 2019-20)
- 2 (empate). «Happier»de Marshmello y Bastille (16 semanas, 2018-19)
- 2 (empate). «Don't You Worry Child» de Swedish House Mafia (16 semanas, no consecutivas, 2012-13)
- 3. «Poker Face" de Lady Gaga (15 semanas, 2009)
- 4 (empate). «We Found Love» de Rihanna con Calvin Harris (14 semanas, 2011-2012)
- 4 (empate). «Cold Heart (Pnau remix)» de Elton John y Dua Lipa (14 semanas, 2021-22)
- 4 (empate). «I'm Good (Blue)» de David Guetta y Bebe Rexha (14 semanas, 2022-23)
- 5. (empate). «Lean On»de Major Lazer con DJ Snake y MØ (13 semanas, 2014)
- 5. (empate). «Summer» de Calvin Harris (13 semanas, 2013)

### Otras estadísticas
- David Guetta con «Sexy Chick» de Akon fue el primer sencillo número uno en regresar al primer lugar tres veces en su lista de éxitos en 2009. Ese récord lo batiría «Take Over Control» de Afrojack con Eva Simons el 22 de enero de 2011, cuando esa canción tomó la posición número uno cuatro veces en su carrera.
- El primer sencillo de Lady Gaga, «Just Dance», tiene el récord de mayor duración en la lista sin llegar al número uno, 44 semanas, a partir del 21 de marzo de 2009. El sencillo alcanzó el número dos en agosto de 2008.
- «Bad Romance» de Lady Gaga sufrió la mayor caída desde el número uno, cuando cayó al número 13 en la edición del 6 de marzo de 2010. El récord fue luego empatado con "Ghosts N Stuff" de Deadmau5 con Rob Swire el mismo año.
- "Only Girl (In the World)" de Rihanna sufrió la mayor caída del top 10, pasando del 4 al 21 en la edición del 25 de diciembre de 2010.
- "Let Me Think About It", de Ida Corr vs. Fedde Le Grand tiene la carrera más larga en las listas, pasando 52 semanas en la lista, hasta el 8 de noviembre de 2008. También se convirtió en el primer sencillo importado en alcanzar el número uno, también en 2008. En 2009, la pista fue nombrada el sencillo número uno de la década en la recapitulación de fin de década de Billboard de las 50 mejores canciones de Dance Airplay de 2003 a 2009.
- A partir de la edición del 2 de mayo de 2009, "Every Word" de Ercola con Daniela pasó la mayor parte de las 46 semanas en el top 10 sin caer por debajo del número 10.
- El éxito de 2004 de Despina Vandi, "Gia", fue la primera grabación en idioma extranjero de la lista en alcanzar el número uno.
- El sencillo de Kelly Osbourne «One Word» tiene la distinción de ser la primera canción en reclamar el puesto número uno en las listas de Dance/Mix Show Airplay, Hot Dance Club Play y Hot Dance Single Sales en la misma semana. La hazaña se logró el 18 de junio de 2005.
- En 2007, Eric Prydz vs Pink Floyd, «Proper Education (The Wall)» se convirtió en el primer sencillo número uno en esta lista en presentar una grabación remezclada de una canción original, ya que la pista estaba basada en «Another Brick in the Wall Part 2» de Pink Floyd.
- Natasja Saad fue la primera artista en alcanzar el primer puesto póstumamente, ya que su colaboración con Enur, «Calabria», alcanzó el número uno el 22 de enero de 2008. Filo & Peri con "Anthem" de Eric Lumiere fue la primera grabación de trance de un acto estadounidense en este género, en alcanzar la posición número uno el 16 de febrero de 2008.
- Beyoncé, Michelle Williams y Kelly Rowland son las únicas artistas en esta lista que alcanzaron el número uno como miembros de un grupo (Destiny's Child) y como artistas en solitario.
- El sencillo número uno de Kim Sozzi en 2008, «Feel Your Love», fue el primer sencillo de esta lista en ser nombrado la mejor canción del año antes de que comenzara el año, ya que fue nombrado el sencillo número uno de 2009. La canción alcanzó el número uno. en diciembre de 2008, pero continuó su lista de 45 semanas en 2009. Debido a los requisitos de Billboard para las canciones que se habían registrado desde diciembre del año anterior hasta noviembre del año siguiente, "Feel Your Love" se convirtió en elegible en este caso.
- En 2010, tanto Inna como Kesha se convirtieron en los primeros artistas en esta lista en intercambiar las posiciones número uno en la lista con sencillos de debut, con "Hot" de Inna sucediendo a "Tik Tok" de Kesha y luego que este último le devolviera el favor al primero.
- En 2010, Deadmau5 con "Ghosts N Stuff" de Rob Swire se convirtió en la primera canción de esta lista en hacer el ascenso más lento al número uno, 24 semanas. Además, tanto "Ghosts N Stuff" como "Love Keeps Calling" de AnnaGrace comparten la distinción de haber caído de la lista, luego regresar y escalar hasta el primer lugar.
- En 2010, «Stereo Love» de Edward Maya con Vika Jigulina se convirtió en la primera canción número uno en la lista Dance Airplay de fin de año de Billboard en haber alcanzado el número uno tres veces en su carrera.
- Kylie Minogue tiene el récord de tener una canción reingresando a la lista seis veces con "Get Outta My Way". El sencillo debutó en el número 17 en su edición del 30 de octubre de 2010, luego se retiró una semana después, solo para regresar el 13 de noviembre de 2010 (dos semanas), el 11 de diciembre de 2010 (dos semanas), el 25 de diciembre de 2010 (una semana), ediciones del 15 de enero de 2011 (dos semanas) y del 19 de marzo de 2011 (una semana).
- «Blame» de Calvin Harris con John Newman tiene la distinción de ser el último sencillo número uno durante la metodología original de la posición del título de 25 canciones del Dance/Mix Show Airplay en su edición del 29 de noviembre de 2014, y el primer sencillo número uno bajo la expansión de la lista a 40 posiciones en su edición del 6 de diciembre de 2014.
- En 2015, Ellie Goulding se convirtió en la primera artista en suplantarse a sí misma con un nuevo número uno cuando «Love Me like You Do» destronó a «Outside».
- También en 2015, DJ Snake se convirtió en el primer artista en esta lista en pasar 17 semanas consecutivas en el número uno, las primeras cuatro con su colaboración remezclada con «You Know You Like It» de AlunaGeorge, las trece restantes como colaborador con Major Lazer y MØ. «Lean On».
- Tanto Calvin Harris como Zedd son los únicos artistas hasta ahora que han visto a sus primeros siete sencillos alcanzar los diez primeros consecutivamente en un período de tres años.
- En 2015, The Weeknd se convirtió en el primer artista en esta lista en tener cuatro sencillos en el top 10 en un período de un año: «Love Me Harder» (con Ariana Grande, tres semanas en el número 1), «Earned It» (número 6), «Can't Feel My Face» (número 2 durante cinco semanas) y «The Hills» (número 9, a partir del número del 17 de octubre de 2015).
- Taylor Swift puede presumir de ser la primera artista femenina en esta lista en tener cinco sencillos en el top diez de forma consecutiva en un período de un año desde un álbum, todos de 1989. Su quinto sencillo del álbum, "Wildest Dreams", se convirtió en su primer número uno en esta lista en la edición del 5 de diciembre de 2015, convirtiéndola en la primera artista de Country (y la primera artista en esta lista que también alcanzó el número uno en Country) en lograr esta hazaña.
- Sin embargo, Maren Morris puede presumir de ser la primera artista country activa en alcanzar el número uno en esta lista, como vocalista/colaboradora destacada con Zedd y el dúo Gray en «The Middle», que encabezó la lista en su 3 de marzo. Edición de 2018.
- Adele se convirtió en la primera artista en esta lista en hacer el ascenso más rápido al número uno (cuatro semanas), con «Hello». El sencillo logró esta hazaña cuando debutó en el número 24 en la edición del 21 de noviembre de 2015, luego subió al número 1 en la edición del 12 de diciembre de 2015.
- Ariana Grande es la única artista femenina que acumuló la mayor cantidad consecutiva de sencillos entre los diez primeros en esta lista hasta ahora con 7, mientras que Nicki Minaj puede presumir de ser la única artista de Rap/Hip-Hop en colocar la mayor cantidad de canciones en esta lista, con nueve. Ambas artistas lograron esa hazaña en su edición del 3 de diciembre de 2016 cuando su colaboración «Side to Side» saltó 15-10 en la lista. Más tarde, Grande rompería ese récord en 2018 al agregar cuatro sencillos más dentro de ese año, lo que lleva ese total a 11.
- «Eastside» de Benny Blanco, Halsey y Khalid tiene la distinción de tener la tabla más larga de ascenso al top 10 con 22 semanas, cuando el sencillo subió 15-7 durante la edición del 23 de febrero de 2019.
- A partir de la edición del 2 de noviembre de 2019, «Truth Hurts» de Lizzo tiene las semanas más largas en esta lista tanto para una canción de rap como para un artista de rap en solitario grabado por una mujer, con 9.
- «Makeba» de Jain se convirtió en la primera canción Worldbeat en alcanzar el primer puesto en la lista, en septiembre de 2023.
- En 2024, Calvin Harris se convirtió en el primer artista en pasar 100 semanas en el puesto número uno en esta lista.[27]

## Panel de radio Dance/Mix Show Airplay
Hay 80 reporteros que integran este panel (al 22 de marzo de 2021), según Nielsen Broadcast Data Systems, todos ellos parte del panel Top 40:

### Reporteros exclusivos de Dance Airplay
- WCPY (durante el horario de Dance Factory) / Chicago
- KRYC/Yuba City, California
- KMVQ-HD2/San Francisco
- Evolución (WFLZ-HD3 / Tampa)/iHeart Media
- Pride Radio (WFLZ-HD2 / Tampa)/iHeart Media
- WZFL/Miami
- KNHC/Seattle, la única estación de secundaria de cualquier formato que es un reportero de Billboard
- KQPS (buque insignia de la red Channel Q HD2)/Palm Springs, California
- Music Choice Dance/Electrónica
- Radio BPM/Sirius XM
- Radio Diplo's Revolution/Sirius XM
- Sirius XM Chill/Sirius XM Radio